# 桃井穂美
桃井 穂美（ももい ほみ）は日本の女性声優。主にアダルトゲームに声をあてている。

## 出演
太字は主役・メインキャラクター

### ゲーム
2006年
- tan. -タンジェント-（梶浦 砂城）

2007年
- 真剣出し! ロワイヤル 〜フィニッシュは私の中で〜（百合草 柚）
- 牝贄女教師 〜私は彼の前で跪く〜（音羽 由衣）

2008年
- 蒼海の皇女たち（ヴィルフィエーデ・ゲルネ）
- FairlyLife（山南 南）

2009年
- ハチミツ乙女blossomdays（伊賀野 凛）
- さくらテイル -the tale of cherry blossoms septet-（九十九 彩華）
- 紫電 〜円環の絆〜（香具山 竜胆）
- 蒼海のヴァルキュリア 〜孤高の皇女ルツィア〜（ターニャ・ドク、ドナ・ドク）
- Piaキャロットへようこそ!!4（真柴 さゆり）

2010年
- FairlyLife Miracle Days（山南 南）
- 撫子乱舞（星上 永久）
- Green Strawberry（諏訪 美風）
- さくらビットマップ（坂崎 奈乃香）
- 恋と選挙とチョコレート（枝川 希美）
- まるめる 〜ソウシンシャは@未来〜（天音 佐和）

2011年
- アルテミスブルー（日下部 拓哉）
- ぶら ぶら（水瀬 央）
- 愛しい対象の護り方（天城 結衣）
- カミカゼ☆エクスプローラー!（近濠 菜緒）
- 電激ストライカー（ジャック）
- オトミミ∞インフィニティー（深山 紺）

2012年
- 死神のテスタメント〜menuet of epistula〜（イリーナ・E・トルスタヤ）
- 英雄*戦姫（マーリン）
- 俺の彼女のウラオモテ（上杉 朱乃）
- 虹翼のソレイユ-ⅶ's World-（逢坂 九々理）
- 氷華の舞う空に（霧生 美雪）
- しあわせ家族部（水月 瑠菜）
- Dolphin Divers（海老原 乃愛）
- あっぱれ!天下御免［祭］（壬田村 透）

2013年
- みんな捧げちゃう!（但野 和奏）
- ナイものねだりはもうお姉妹（雨宮 美咲）
- 百花繚乱エリクシル（バジル・マリーゴールド）
- 幻創のイデア〜Oratorio_Phantasm_Historia〜（紫護リノン）
- どらぺこ! 〜おねだりドラゴンとおっぱい勇者〜（セキエイ）
- 家族計画 Re：紡ぐ糸（高屋敷 春花）
- 戦国†恋姫〜乙女絢爛☆戦国絵巻〜（空）
- まじかりっく⇔スカイハイ 〜空飛ぶホウキに想いをのせて〜（サライラ）

2014年
- 英雄*戦姫GOLD（宮本 武蔵、マーリン）
- レーシャル・マージ（ムルムル）
- 武想少女隊ぶれいど☆ブライダーズ（サイエ・F）
- トロピカルVACATION（多嘉良 いちこ）
- 蒼の彼方のフォーリズム（保坂 実里）
- プリズム・プリンセス〜ふたりの姫騎士と股間の紋章〜（日向 紅亜）

2015年
- 11月のアルカディア（三刀屋 瀬奈）
- あやかしコントラクト（浅間 杏奈）
- ソーサリージョーカーズ（神前・フィオナ・アンナベル）
- ランス03 リーザス陥落（ローラ・インダス）
- アンラッキーリバース Unlucky Re:Birth/Reverse（フィオナ・ユーステス）

2016年
- 恋する乙女と守護の楯〜薔薇の聖母〜（風巻 楓）
- タラレバ 〜as in What if stories〜（宮前・ハインリッヒ・小町）
- 王の耳には届かない!(シズル・クーカイト)
- 戦国†恋姫X ～乙女絢爛☆戦国絵巻～(長尾 空 景勝)

2017年
- 神サマなんて呼んでない!(柊 風花)
- あぶのーまるらば～ず

2018年
- キュリオディーラー(バーベナ・ディルルバ)
- 蒼の彼方のフォーリズム EXTRA1(保坂 実里)

2019年
- ソーサレス＊アライヴ! ～the World's End Fallen Star～(クレハ・ミズガルズ)
- イブニクル2(マキナ)

2020年
- ココロのカタチとイロとオト

2021年
- 源平繚乱絵巻 -GIKEI-(？？？)

### CD
- ほめられてのびるらじおZ Presents「ほめらじんろう」[50]

### ラジオ
※はインターネット配信。
- AXLラジオ「愛しい対象の護り方」私立白嶺学園放送部！（2011年、音泉※）[51]
- AXLラジオ「百花繚乱エリクシル」ミルトス放送局！（2013年、音泉※）
- ナイものねだりもいいじゃない（2013年、公式サイト内※）[52]
- AXLラジオ「レーシャル・マージ」王立選抜学院 放送部！（2014年、音泉※）
- AXLラジオ「あやかしコントラクト」宝泉守町放送局！（2015年、音泉※）[53]
- AXLラジオ「恋する乙女と守護の楯 〜薔薇の聖母〜」紫法院学園 放送部！（2015年 - 2016年、音泉※）[54]
- タラレバらじお（2016年、バナラジ※・YouTube※）[55]
- オールスターゲーム声優事務所 世界一イキたいラジオ（2016年、音泉※）[56]
- AXL RADIO 王の耳には届かない バーレ村放送局!（2016年 - 2017年、音泉※）[57]
- AXL ラジオ「キュリオディーラー」ラージャスタン放送局!（2018年、音泉※）[58]